# Chilothorax xanthellus
Chilothorax xanthellus är en skalbaggsart som beskrevs av Frolov 2002. Chilothorax xanthellus ingår i släktet Chilothorax och familjen Aphodiidae. Inga underarter finns listade i Catalogue of Life.